# Ösjön (Brunflo socken, Jämtland)
Ösjön är en sjö i Östersunds kommun i Jämtland och ingår i Ljungans huvudavrinningsområde. Sjöns area är 0,065 kvadratkilometer och den befinner sig 320 meter över havet.